# FK Gostiwar
FK Gostiwar (maced. ФК Гостивар) – północnomacedoński klub piłkarski, mający siedzibę w mieście Gostiwar.

## Historia
Chronologia nazw: 
- 1919–...: FK Gostiwar

Klub został założony w 1919 roku jako FK Gostiwar. Uczestniczył w rozgrywkach lokalnych mistrzostw Jugosławii. Po proklamacji niepodległości Macedonii klub startował w mistrzostwach Macedonii. Od sezonu 1992/93 rywalizował w grupie zachodniej II ligi. W sezonie 1999/00 zajął 17. miejsce w grupie zachodniej II ligi i spadł do III ligi, a później do Opsztinskiej Ligi w której występuje obecnie.

## Sukcesy

### Trofea międzynarodowe
Nie uczestniczył w rozgrywkach europejskich (stan na 31-05-2013).

### Trofea krajowe
| \| \| Zdobyte trofea w rozgrywkach Macedonii Północnej (stan na: 31-05-2013) \| |                                                                        |      |          |
| Rozgrywki                                                                       | Osiągnięcie                                                            | Razy | Sezon(y) |
| Mistrzostwo                                                                     | I miejsce                                                              | 0    |          |
| Mistrzostwo                                                                     | II miejsce                                                             | 0    |          |
| Mistrzostwo                                                                     | III miejsce                                                            | 0    |          |
| Puchar                                                                          | zdobywca                                                               | 0    |          |
| Puchar                                                                          | finalista                                                              | 0    |          |
| Puchar                                                                          | 1/8 finału                                                             | 1    | 2007     |
| II liga                                                                         | I miejsce                                                              | 0    |          |
| II liga                                                                         | II miejsce                                                             | 0    |          |
| II liga                                                                         | III miejsce                                                            | 0    |          |
| II liga                                                                         | 12. miejsce                                                            | 1    | 1993     |
| Macedonia Północna                                                              | Zdobyte trofea w rozgrywkach Macedonii Północnej (stan na: 31-05-2013) |      |          |

## Stadion
Klub rozgrywa swoje mecze domowe na stadionie Gradskim w Gostiwarze, który może pomieścić 1,000 widzów.